# Lončari (gmina Donji Žabar)
Lončari (cyr. Лончари) – wieś w Bośni i Hercegowinie, w Republice Serbskiej, w gminie Donji Žabar. W 2013 roku liczyła 890 mieszkańców.